# ポールプリンセス!!
『ポールプリンセス!!』は、エイベックス・ピクチャーズとタツノコプロによるポールダンスを題材としたオリジナルアニメーション企画。
2022年より公式YouTubeチャンネルにてショートアニメ、登場キャラクターによるポールダンスショームービーを公開している。
2023年11月23日より『劇場版 ポールプリンセス!!』が公開。

## 概要
2020年より企画が始動し、2022年11月25日にプロジェクトが発表された。
作中のダンスシーンは、実際にダンサーの動きをモーションキャプチャを元に3Dモデルに再現し、調整を行なっている。 

## 登場人物

### ギャラクシープリンセス
ポールダンススタジオ「アズミスタジオ」の教室に通う4人のチーム。アルファベット表記は「GALAXY PRINCESS」。
星北 ヒナノ（ほしきた ひなの）
声 - 土屋李央
高校2年生。9月12日生まれ。身長は157cm。
偶然見かけたアズミのポールダンスに惹かれ、祖母の営むプラネタリウムを盛り上げることにも活かせると考えて教室に通い始める。バレエの経験がある。
西条 リリア（さいじょう りりあ）
声 - 鈴木杏奈
高校2年生。7月25日生まれ。身長は157cm。
ヒナノの幼馴染。ヒナノと共にアズミのポールダンスを見かけて教室に通い始める。
東坂 ミオ（とうさか みお）
声 - 小倉唯
高校3年生。3月4日生まれ。身長は152cm。
共に教室の生徒となる人を探していたヒナノとリリアに誘われ、その際に見た可愛く踊るサナのポールダンス動画に惹かれて参加することを決める。コスプレを趣味とし衣装制作も担当している。
南曜 スバル（なんよう すばる）
声 - 日向未南
大学1年生。8月11日生まれ。身長は168cm。
アズミスタジオにピザを配達しに来た際にみせたアクロバティックな動きを見込まれ、アズミに勧誘される。体操競技をしていたが怪我のために引退していた。

### エルダンジュ
大会4連覇を果たしている強豪チーム。アルファベット表記は「AILE D'ANGE」。
御子白 ユカリ（みこしろ ゆかり）
声 - 南條愛乃
大学2年生。1月15日生まれ。身長は168cm。
エルダンジュのエース。バレエの経験があり、発表会でヒナノと出会ったことがある。
紫藤 サナ（むらふじ さな）
声 - 日高里菜
大学1年生。6月1日生まれ。身長は158cm。
愛称は「サナ姫」。ユカリを「ユカリ様」と呼び慕っている。「あざと可愛い」性格。
蒼唯 ノア（あおい のあ）
声 - 早見沙織
大学2年生。11月15日生まれ。身長は165cm。
ユカリの幼馴染。日本舞踊の家元の生まれで、ユカリに誘われてポールダンスに転向した。

### その他の人物
芯央 アズミ（しんおう あずみ）
声 - 釘宮理恵
10月30日生まれ。身長は172cm。
アズミスタジオの主宰であり講師。
ヒナノのおばあちゃん
声 - 島本須美
ヒナノの祖母。プラネタリウムを営んでいる。

## スタッフ
- 監督 - 江副仁美
- 脚本 - 待田堂子
- 企画プロデューサー・CGディレクター - 乙部善弘
- キャラクター原案 - トマリ
- アニメーションキャラクターデザイン - 櫻井琴乃（劇場版）
- 音楽 - 東大路憲太
- 音楽制作 - avex pictures
- ポールダンス監修 - KAORI（STUDIO TRANSFORM）
- アニメーション制作 - タツノコプロ
- 原作 - エイベックス・ピクチャーズ / タツノコプロ
- 製作 - 「ポールプリンセス!!」製作委員会

## Webアニメ
2022年12月23日にEp.00が公開されたのを皮切りに2023年4月3日まで全8話がYouTubeにて順次公開され、翌月5月2日には全話をひとまとめにした「全ストーリーイッキ見動画」が公開された。2023年3月16日よりアニメタイムズおよびAmazon Prime Videoチャンネルの定額制動画配信サービスでも配信開始。同年7月26日よりLemino、dアニメストア、U-NEXT、アニメ放題、DMM TVなどでも配信された。
ヒナノ達がポールダンスと出会い、初めての発表会を行うまでが描かれている。

### 各話リスト
| 話数  | サブタイトル                  | 絵コンテ・演出 | 配信日          |
| ----- | ----------------------------- | -------------- | --------------- |
| Ep.00 | プロローグ                    | 江副仁美       | 2022年 12月23日 |
| Ep.01 | ポールダンス、教えてください! | 江副仁美       | 2023年 1月13日  |
| Ep.02 | 魔法少女を仲間に!?            | 江副仁美       | 2月10日         |
| Ep.03 | 山はひとつじゃない            | 江副仁美       | 2月24日         |
| Ep.04 | アズミスタジオ、始動          | 江副仁美       | 3月3日          |
| Ep.05 | 最強の覇者、エルダンジュ      | 江副仁美       | 3月23日         |
| Ep.06 | 初ステージへ向けて            | 江副仁美       | 3月31日         |
| Ep.07 | 北極星に願いを                | 江副仁美       | 4月3日          |

### 主題歌（Web版）
「Starlight challenge」
星北ヒナノ（土屋李央）、西条リリア（鈴木杏奈）、東坂ミオ（小倉唯）、南曜スバル（日向未南）によるエンディングテーマ。作詞はマイクスギヤマ、作曲・編曲は東大路憲太。
YouTubeで配信されたWeb版のEp.07では上記の4人による歌唱だが、全ストーリーイッキ見動画、および各種配信サービスでのEp.07では御子白ユカリ（南條愛乃）、紫藤サナ（日高里菜）、蒼唯ノア（早見沙織）の3人を加えた、7名がクレジットされている。
「Wish upon a polestar」
星北ヒナノ（土屋李央）による挿入歌。作詞はマイクスギヤマ、作曲・編曲は東大路憲太。振付はAyaka（STUDIO TRANSFORM）。
「とびきり上等☆Smile!」
西条リリア（鈴木杏奈）による挿入歌。作詞はマイクスギヤマ、作曲・編曲は石塚玲依。振付はMANABIN / KAORI（STUDIO TRANSFORM）。
「マジカル☆アイデンティファイ 〜3・2・1の魔法〜」
東坂ミオ（小倉唯）による挿入歌。作詞・作曲・編曲はマスティ（mastie=DC）。振付はるんたった・えっか（STUDIO TRANSFORM）。
「リメイン」
南曜スバル（日向未南）による挿入歌。作詞はマスティ（mastie=DC）、作曲・編曲は塚越廉。振付はHARUNA（STUDIO TRANSFORM）。
「Queen of Fairy Sky」
御子白ユカリ（南條愛乃）による挿入歌。作詞はマイクスギヤマ、作曲・編曲は田山里奈。振付はAyaka（STUDIO TRANSFORM）。
「Avaricious Heroine」
紫藤サナ（日高里菜）による挿入歌。作詞はマイクスギヤマ、作曲・編曲はマスティ（mastie=DC）。振付はAyaka（STUDIO TRANSFORM）。
「眩暈の波紋」
蒼唯ノア（早見沙織）による挿入歌。作詞はマイクスギヤマ、作曲・編曲は東大路憲太。振付はKAORI / るんたった・えっか（STUDIO TRANSFORM）。

## 劇場版
2023年4月2日に開催された『ポールプリンセス!! Special Event 〜Wish Upon a Polestar〜』において、劇場版の公開が発表された。2023年11月23日公開。ポールダンスの大会に挑むヒナノ達の姿が描かれる。
新宿バルト9では2024年3月21日までロングラン上映された。2024年4月19日からは「47都道府県全国ツアー上映」と題し、47都道府県の映画館での上映が行われている。

### 主題歌（劇場版）
「Starlight challenge」
星北ヒナノ（土屋李央）、西条リリア（鈴木杏奈）、東坂ミオ（小倉唯）、南曜スバル（日向未南）、御子白ユカリ（南條愛乃）、紫藤サナ（日高里菜）、蒼唯ノア（早見沙織）によるエンディングテーマ。作詞はマイクスギヤマ、作曲・編曲は東大路憲太。
「Queen of Fairy Sky」
御子白ユカリ（南條愛乃）による挿入歌。作詞はマイクスギヤマ、作曲・編曲は田山里奈。振付・ダンサーはAyaka（STUDIO TRANSFORM）。
「Avaricious Heroine」
紫藤サナ（日高里菜）による挿入歌。作詞はマイクスギヤマ、作曲・編曲はマスティ（mastie=DC）。振付・ダンサーはAyaka（STUDIO TRANSFORM）。
「眩暈の波紋」
蒼唯ノア（早見沙織）による挿入歌。作詞はマイクスギヤマ、作曲・編曲は東大路憲太。振付・ダンサーはKAORI / るんたった・えっか（STUDIO TRANSFORM）。
「Just the two of us」
御子白ユカリ（南條愛乃）と紫藤サナ（日高里菜）による挿入歌。作詞はマイクスギヤマ、作曲・編曲は石塚玲依。振付・ダンサーはMANABIN & Ayaka（STUDIO TRANSFORM）。
「剣爛業火」
蒼唯ノア（早見沙織）による挿入歌。作詞はマイクスギヤマ、作曲・編曲は中村博。振付・ダンサーはKAORI（STUDIO TRANSFORM）。
「Saintly Pride」
御子白ユカリ（南條愛乃）による挿入歌。作詞・作曲は吉村彰一、編曲は西野将哉。振付・ダンサーはMANABIN / yuuri（STUDIO TRANSFORM）。
「Burning Heart」
西条リリア（鈴木杏奈）と南曜スバル（日向未南）による挿入歌。作詞・作曲は吉村彰一、編曲は西野将哉。振付・ダンサーはMANABIN & るんたった・えっか（STUDIO TRANSFORM）。
「トキメキ・まぁ〜メイド」
東坂ミオ（小倉唯）による挿入歌。作詞はマイクスギヤマ、作曲・編曲は中村博。振付・ダンサーはるんたった・えっか（STUDIO TRANSFORM）。
「Making Shine!」
星北ヒナノ（土屋李央）による挿入歌。作詞は吉村彰一、作曲・編曲は東大路憲太。振付・ダンサーはAyaka（STUDIO TRANSFORM）。

## Webラジオ
『ポルプリラジオ』は、2023年6月30日より公式YouTubeチャンネルにて不定期配信されているインターネットラジオ番組。MCは星北ヒナノ役の土屋李央と西条リリア役の鈴木杏奈。2023年12月24日配信の#9で一旦最終回を迎えた後、2024年5月10日に#10が配信された。
| 回  | 配信日         | MC                 | ゲスト     |
| --- | -------------- | ------------------ | ---------- |
| #1  | 2023年 6月30日 | 土屋李央、鈴木杏奈 | KAORI      |
| #2  | 7月21日        | 土屋李央           | 東大路憲太 |
| #3  | 8月25日        | 鈴木杏奈           | 江副仁美   |
| #4  | 9月29日        | 土屋李央           | 待田堂子   |
| #5  | 10月27日       | 土屋李央、鈴木杏奈 | 乙部善弘   |
| #6  | 11月24日       | 土屋李央、鈴木杏奈 | 日向未南   |
| #7  | 12月1日        | 土屋李央           | トマリ     |
| #8  | 12月8日        | 土屋李央           | 南條愛乃   |
| #9  | 12月24日       | 土屋李央、鈴木杏奈 | -          |
| #10 | 2024年 5月10日 | 土屋李央、鈴木杏奈 | -          |

## ボイスドラマ
スペシャルボイスドラマが公式Twitterおよび公式YouTubeチャンネルで2023年6月28日より公開。
| サブタイトル     | 配信日         |
| ---------------- | -------------- |
| パフェの日の誘惑 | 2023年 6月28日 |
| 夏祭り           | 8月23日        |

## イベント
ポールプリンセス!! Special Event 〜Wish Upon a Polestar〜
2023年4月2日に東京都江東区豊洲の豊洲PITにて開催。出演声優によるキャラクターソングライブがポールダンサーによるダンスとともに披露された。2024年8月28日発売のBlu-ray特装盤に本公演の映像が収録される。
ポールプリンセス!! Xmas party 〜with GALAXY PRINCESS〜
2024年12月22日に埼玉県入間郡三芳町のコピスみよしにて開催された。
『劇場版 ポールプリンセス!!』Blue Star Dream Live
2025年6月14日に千葉県松戸市の森のホール21にて開催された。

## 関連商品

### CD
| 発売日        | タイトル                                   | 規格品番   |
| ------------- | ------------------------------------------ | ---------- |
| 2023年7月26日 | ポールプリンセス!! Starlight challenge     | EYCA-14117 |
| 2023年7月26日 | ポールプリンセス!! -Solo Pole Song Album-  | EYCA-14116 |
| 2024年3月27日 | 劇場版 ポールプリンセス!! -Complete Album- | EYCA-14317 |

### BD
| 発売日        | タイトル                                                      | 収録内容 | 規格品番                                        |
| ------------- | ------------------------------------------------------------- | --- | ----------------------------------------------- |
| 2024年8月28日 | 劇場版 ポールプリンセス!! Blu-ray Disc                        | - DISC1 - 劇場版 ポールプリンセス!! 本編 - ポールプリンセス!! Webアニメ（特典映像） - DISC2（特装盤のみ） - ポールプリンセス!! Special Event 〜Wish Upon a Polestar〜の公演模様 | EYXA-14319〜20/B（特装盤） EYXA-14321（通常盤） |
| 2025年3月19日 | ポールプリンセス!!Xmas party 〜with GALAXY PRINCESS〜 Blu-ray | ポールプリンセス!! Xmas party 〜with GALAXY PRINCESS〜の公演模様 | EYXA-14697                                      |

### デジタルフィギュア
GugenkaのXR（AR/VR）デジタルコンテンツ専門ストア「XMarket」にて2024年12月22日よりデジタルフィギュア「星北ヒナノ」「西条リリア」「東坂ミオ」「南曜スバル」の4体が発売された。同社提供のモバイルアプリケーション「HoloModels」に対応。2025年1月5日までに全種購入した購入者には、アプリ内で聞けるスペシャルボイスが受け取られている。販売時でのアニメーションは「歩行」「ポールダンス」の2種のみであるが、今後、他のアニメーションも実装予定。

### 書籍
- ポールプリンセス!! 設定資料集（KADOKAWA、2025年4月30日発行、ISBN 978-4-04-684193-3[39]）
  - アクリルペンライトスタンド付き限定版 ヒナノ ver.（KADOKAWA、2025年4月30日発行、ISBN 978-4-04-684194-0[40]）
  - アクリルペンライトスタンド付き限定版 ユカリ ver.（KADOKAWA、2025年4月30日発行、ISBN 978-4-04-684195-7[41]）